# Ij (Russie)
Pour les articles homonymes, voir IJ.
 (juin 2013).
Si vous disposez d'ouvrages ou d'articles de référence ou si vous connaissez des sites web de qualité traitant du thème abordé ici, merci de compléter l'article en donnant les références utiles à sa vérifiabilité et en les liant à la section « Notes et références ».
L'Ij (en russe : Иж ; en oudmourte : Оӵ, Otš ; en tatar : Иж, İj) est une rivière d'Oudmourtie et du Tatarstan, en Russie, et un affluent droit de la Kama, donc un sous-affluent de la Volga.

## Géographie
L'Ij est longue de 259 km (dont 97 au Tatarstan) et draine un bassin de 8 510 km2.
Elle prend sa source près de Malye Ochvortsy, en Oudmourtie, et se jette dans le réservoir de Nijnekamsk, sur la Kama, dans le raïon d'Agryz, au Tatarstan. 
L'Ij a principalement un régime nival. Elle est généralement gelée de la mi-novembre à la mi-avril. 
Les principaux affluents de l'Ij sont les rivières Agryzka, Tchaj, Kyrykmas, Varzinka et Varzi.
Le réservoir d'Ijevsk a été établi en 1760 dans la vallée de l'lj pour les besoins de l'usine sidérurgique de la ville. Il alimente en eau les industries et la ville d'Ijevsk. 
L'Ij arrose les villes d'Ijevsk et d'Agryz.
La rivière a donné son nom à des marques de motos et d'automobiles fabriquées à Ijevsk (« Ij », ou « IZh » dans la translittération anglaise plus répandue), ainsi qu'aux entreprises Ijmekh, Ijmach et Ijstal, également implantées à Ijevsk.